# Jungledwerguil
De jungledwerguil (Glaucidium radiatum) is een vogel uit de familie van de uilen.

## Verspreiding en leefgebied
Deze soort is endemisch in India en telt twee ondersoorten:
- G. r. radiatum: van de Himalaya tot westelijk Myanmar, zuidelijk India en Sri Lanka.
- G. r. malabaricum: zuidwestelijk India.